# Mons (Charente)
Mons ist eine französische Gemeinde mit 235 Einwohnern (Stand 1. Januar 2022) im Département Charente in der Region Nouvelle-Aquitaine (vor 2016 Poitou-Charentes); sie gehört zum Arrondissement Cognac und zum Kanton Val de Nouère. Die Einwohner werden Montois genannt.

## Geographie
Mons liegt etwa dreißig Kilometer nordnordwestlich von Angoulême. Umgeben wird Mons von den Nachbargemeinden Oradour im Norden, Aigre im Nordosten, Marcillac-Lanville im Osten und Südosten,  Gourville im Süden, Val-d’Auge im Süden und Südwesten sowie Verdille im Westen.

## Bevölkerungsentwicklung
| 1962                       | 1968 | 1975 | 1982 | 1990 | 1999 | 2006 | 2019 |
| -------------------------- | ---- | ---- | ---- | ---- | ---- | ---- | ---- |
| 294                        | 278  | 257  | 228  | 225  | 232  | 255  | 238  |
| Quellen: Cassini und INSEE |      |      |      |      |      |      |      |

## Sehenswürdigkeiten

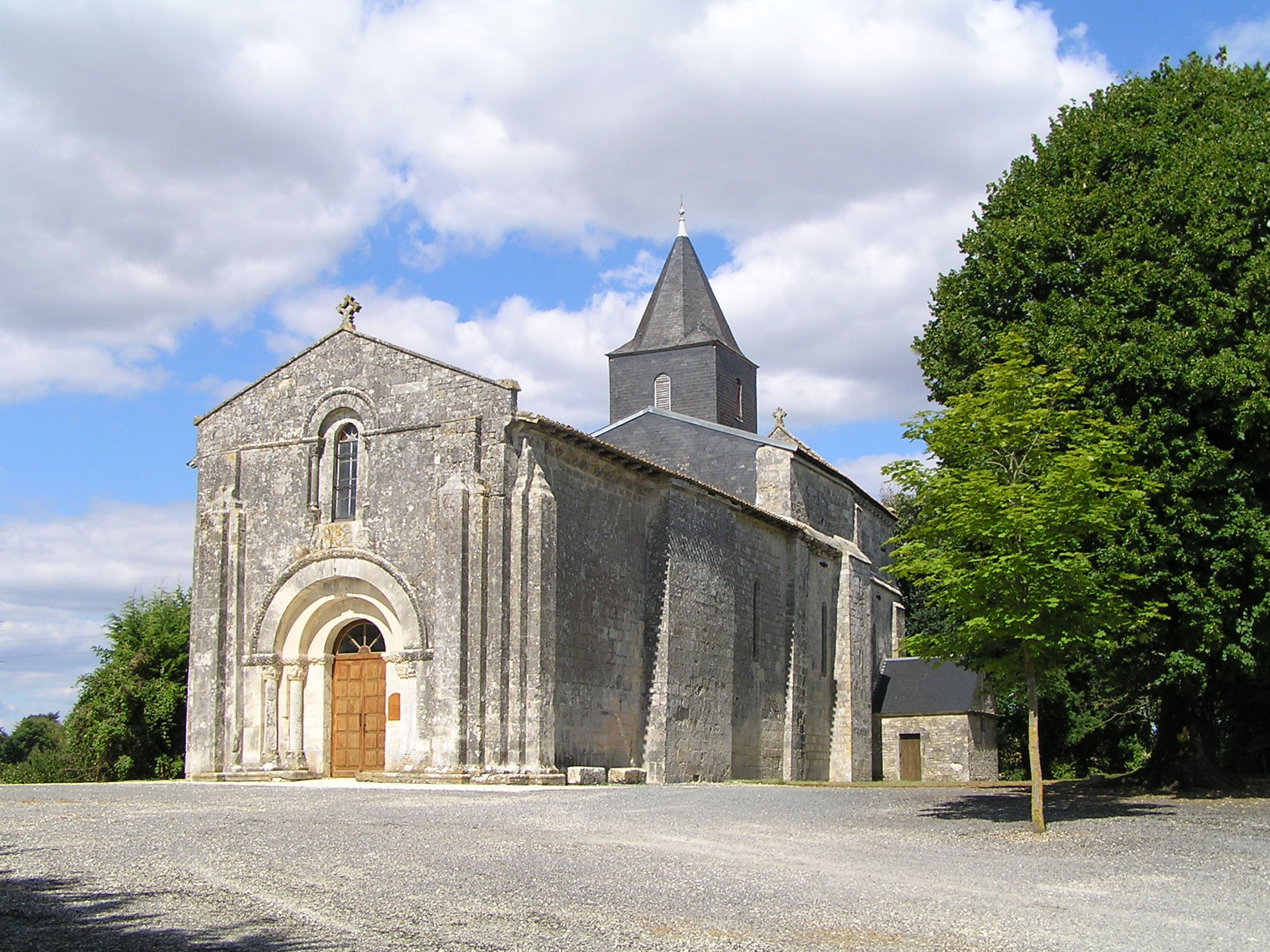
Kirche Notre-Dame

- Kirche Notre-Dame aus dem 12. Jahrhundert, seit 1941 Monument historique